# Jackie Jackson

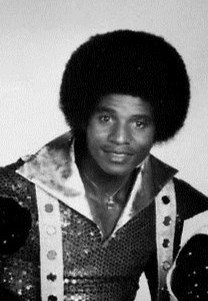
Jackie Jackson (1977)

Sigmund Esco „Jackie“ Jackson (* 4. Mai 1951 in Gary, Indiana) ist ein US-amerikanischer Sänger und Musiker. Er ist ein ehemaliges Mitglied der Jackson Five und ältester Bruder von Michael Jackson, einem der kommerziell erfolgreichsten Pop-Musiker. Seine Eltern sind Joseph Jackson und Katherine Jackson.

## Biografie
Jackson brach eine erfolgreiche Karriere als Baseballspieler ab, um mit seiner Familie Musik zu machen. 1973 erschien sein erstes Solo-Album; allerdings wurde es genauso wie die darauffolgenden Singles nicht erfolgreich. Erst 1989 veröffentlichte er mit Be the One wieder eine Platte. 2010 veröffentlichte er die Single We Know What's Going On. Sein letzter Konzertauftritt war bei einer Reunion am Madison Square Garden 2001.

## Diskografie

### Alben
| Jahr | Titel      | Höchstplatzierung, Gesamtwochen, AuszeichnungChartsChartplatzierungen (Jahr, Titel, Platzierungen, Wochen, Auszeichnungen, Anmerkungen) | Anmerkungen |
| Jahr | Titel      | R&B | Anmerkungen |
| ---- | ---------- | --- | ----------- |
| 1989 | Be the One | R&B84 (7 Wo.)R&B |             |

Weitere Alben
- 1973: Jackie Jackson

### Singles
| Jahr | Titel Album        | Höchstplatzierung, Gesamtwochen, AuszeichnungChartsChartplatzierungen (Jahr, Titel, Album, Platzierungen, Wochen, Auszeichnungen, Anmerkungen) | Anmerkungen |
| Jahr | Titel Album        | R&B | Anmerkungen |
| ---- | ------------------ | --- | ----------- |
| 1989 | Stay Be the One    | R&B39 (9 Wo.)R&B |             |
| 1989 | Cruzin’ Be the One | R&B58 (7 Wo.)R&B |             |

Weitere Singles
- 2010: We Know What’s Going On

## Familie
Jackie Jackson ist dreimal verheiratet gewesen. Aus seiner ersten Ehe mit Enid Arden Spann hat zwei Kinder; sein 1977 geborener Sohn Sigmund Jr. ist als Rapper unter dem Namen DealZ bekannt. Seine zweite Ehe schloss er 2001 mit Victoria Triggs.
2012 heiratete er die 28 Jahre jüngere Emily Besselink und wurde 2013 Vater von Zwillingssöhnen.